# Göteborgs domkyrkodistrikt
Göteborgs domkyrkodistrikt (dansk: Göteborg domkirkedistrikt) er et folkebogføringsdistrikt i Göteborgs kommun og Västra Götalands län.
Distriktet ligger i det centrale Göteborg.

## Tidligere administrative forhold
Distriktet blev oprettet i 2016, og det udgør en del af det område, som før 1971 udgjorde Göteborgs stad.
Distriktet består af det område, der hørte til Göteborg Domkirkes Menighed (domkirkesognet eller Göteborgs domkyrkoförsamling) ved årsskiftet 1999/2000. Domkirkesognet fik sin nuværende udstrækning i 1908, da Göteborgs Vasa församling blev udskilt som et selvstændigt kirkesogn.

57°42′16″N 11°57′55″Ø / 57.70453°N 11.96529°Ø